# Nessebar (obchtina)
Pour les articles homonymes, voir Nessebar.
La commune de Nessebar (en bulgare Община Несебър - Obchtina Nessebar) est située dans l'est de la Bulgarie.

## Géographie
La commune de Nessebar est située dans l'est de la Bulgarie, dans la partie centrale du littoral bulgare sur la Mer Noire. Elle est à 31 km au nord-est de Bourgas (le chef-lieu de la région) et à 59 km au sud de Varna.

## Administration

### Structure administrative
La commune compte 3 villes et 11 villages :
| - Ville de Nessebar – 10 324 hab. - Ville de Sveti Vlas – 2 196 hab. - Ville d'Obzor – 2 017 hab. - Village de Ravda – 1 788 hab. - Village d'Orizare – 1 350 hab. - Village de Kosharotsa – 1 065 hab. - Village de Tankovo – 1 004 hab. | - Village de Gyulovtsa – 992 hab. - Village de Banya – 225 hab. - Village de Panitsovo – 69 hab. - Village de Rakovsko – 55 hab. - Village de Priseltsi – 38 hab. - Village de Koznitsa – 10 hab. - Village d'Émona – 9 hab. |

### Liste des maires
| Période                                  | Période  | Identité                         | Étiquette    | Qualité |
| ---------------------------------------- | -------- | -------------------------------- | ------------ | ------- |
| Les données manquantes sont à compléter. |          |                                  |              |         |
| 1878                                     | 18??     | Klyantis Comninos                |              |         |
| 18??                                     | 18??     | Sava Balassov                    |              |         |
| 18??                                     | 18??     | Dimos Sava Balassov              |              |         |
| 18??                                     | 18??     | Guérogui Balassov                |              |         |
| 18??                                     | 1900     | Penyo Anguèlov Popov             |              |         |
| 1900                                     | 1904     | Dobri Savov Daskalov             |              |         |
| 1906                                     | 1910     | Yanko Nikolov Yanoulov           |              |         |
| 1910                                     | 1910     | КОНСТАНТИНОС Д. МАРГАРИДИ        |              |         |
| 1911                                     | 1911     | Yanko Nikolov Yanoulov           |              |         |
| 1911                                     | 1914     | Dimitar Savlakièv                |              |         |
| 1914                                     | 1917     | Guéorgui Ivanov Kourtèvitch      |              |         |
| 1918                                     | 1919     | Atanas Kiryazov Pétrov           |              |         |
| 1919                                     | 1920     | Guéorgui Ivanov Pachkov          |              |         |
| 1920                                     | 1922     | Dimitar Savlakièv                |              |         |
| 1922                                     | 1923     | Skouli Stéfanov                  |              |         |
| 1923                                     | 1924     | Dimitar Savlakièv                |              |         |
| 1924                                     | 1924     | ЯНИ КИЛАНДИНОВ                   |              |         |
| 1924                                     | 1924     | Anastas Nikolov Yanoulov         |              |         |
| 1924                                     | 1925     | Tanas Hristov Stoèv              |              |         |
| 1925                                     | 1926     | Kostadine Siméonov Valtchanov    |              |         |
| 1926                                     | 1928     | Marine Pétrov Majdrakov          |              |         |
| 1928                                     | 1928     | Dimitar Ivanov Zanéchèev         |              |         |
| 1928                                     | 1929     | Anton Atanassov Pétrov           |              |         |
| 1931                                     | 1932     | Anton Atanassov Pétrov           |              |         |
| 1934                                     | 1934     | Anton Atanassov Pétrov           |              |         |
| 1934                                     | 1943     | ...                              |              |         |
| 1943                                     | 1944     | Stéfane Ivanov Tantilov          |              |         |
| 1944                                     | 1946     | Guéorgui Ivanov Hristov          |              |         |
| 1947                                     | 1948     | Hristo Roussèv Minkov            |              |         |
| 1948                                     | 1949     | Yanaki Dossev Popov PCB          |              |         |
| 1949                                     | 1952     | Fana Guéorguièva Ivanova PCB     |              |         |
| 1953                                     | 1959     | Krastyo Roussèv Roussèv PCB      |              |         |
| 1959                                     | 1962     | Aleksandar Dontchèev Stoïlov PCB |              |         |
| 1962                                     | 1966     | Vassil Kirov Dimitrov            | PCB          |         |
| 1966                                     | 1976     | Pényo Apostolov Popov            | PCB          |         |
| 1976                                     | 1977     | Grigor Pétrov Harizanov          | PCB          |         |
| 1977                                     | 1981     | Guéntcho Ivanov Alaguénov        | PCB          |         |
| 1981                                     | 1990     | Vassil Kirov Dimitrov            | PCB          |         |
| 1990                                     | 1991     | Ivan Guéorguièv Tachèv           |              |         |
| 1991                                     | 1993     | Strahil Nikolov Lambov           |              |         |
| 1993                                     | 1995     | Andréy Télémahov Sarièv          |              |         |
| 1995                                     | 1997     | Jivko Botèv Guéorguièv           |              |         |
| 1997                                     | 1997     | Stoyan Pétrov Golèv              |              |         |
| 1998                                     | 1999     | Yanaki Stoyanov Ivanov           |              |         |
| 1999                                     | 2007     | Nikolay Stoyanov Trifonov        |              |         |
| 2007                                     | 2007     | Magdalèna Hristova Mandoulèva    | Indépendante |         |
| 8 novembre 2007                          | En cours | Nikolay Kirilov Dimitrov         | Indépendant  |         |

### Jumelages
La commune de Nessebar est jumelée avec les communes de :
- Budapest (Hongrie) ;
- Ohrid (République de Macédoine) ;
- Kotor (Monténégro) ;
- Guimaraes (Portugal) ;
- Saint-Pétersbourg (fédération de Russie).

Elle dispose d'un accord de coopération avec les communes de :
- Rhodes (ville) (Grèce) ;
- Dubrovnik (Croatie) ;
- Safranbolu (Turquie) ;
- Saint-Marin ;
- Sermersheim (France) ;
- Birkirkara (Мalte).

## Économie
L'économie de la municipalité repose très largement sur le tourisme. La vieille-ville de Nessebar - inscrite sur la liste du patrimoine mondial de l'UNESCO - constitue un centre touristique important. Au nord de celle-ci se trouvent plusieurs stations (Slantchev Briag) et ville balnéaires (Sveti Vlas, Obzor, Ravda) qui attirent de nombreux touristes bulgares et étrangers.

## Culture
La ville de Nessebar est elle est inscrite sur la liste du patrimoine mondial de l'UNESCO depuis 1983.

## Galerie

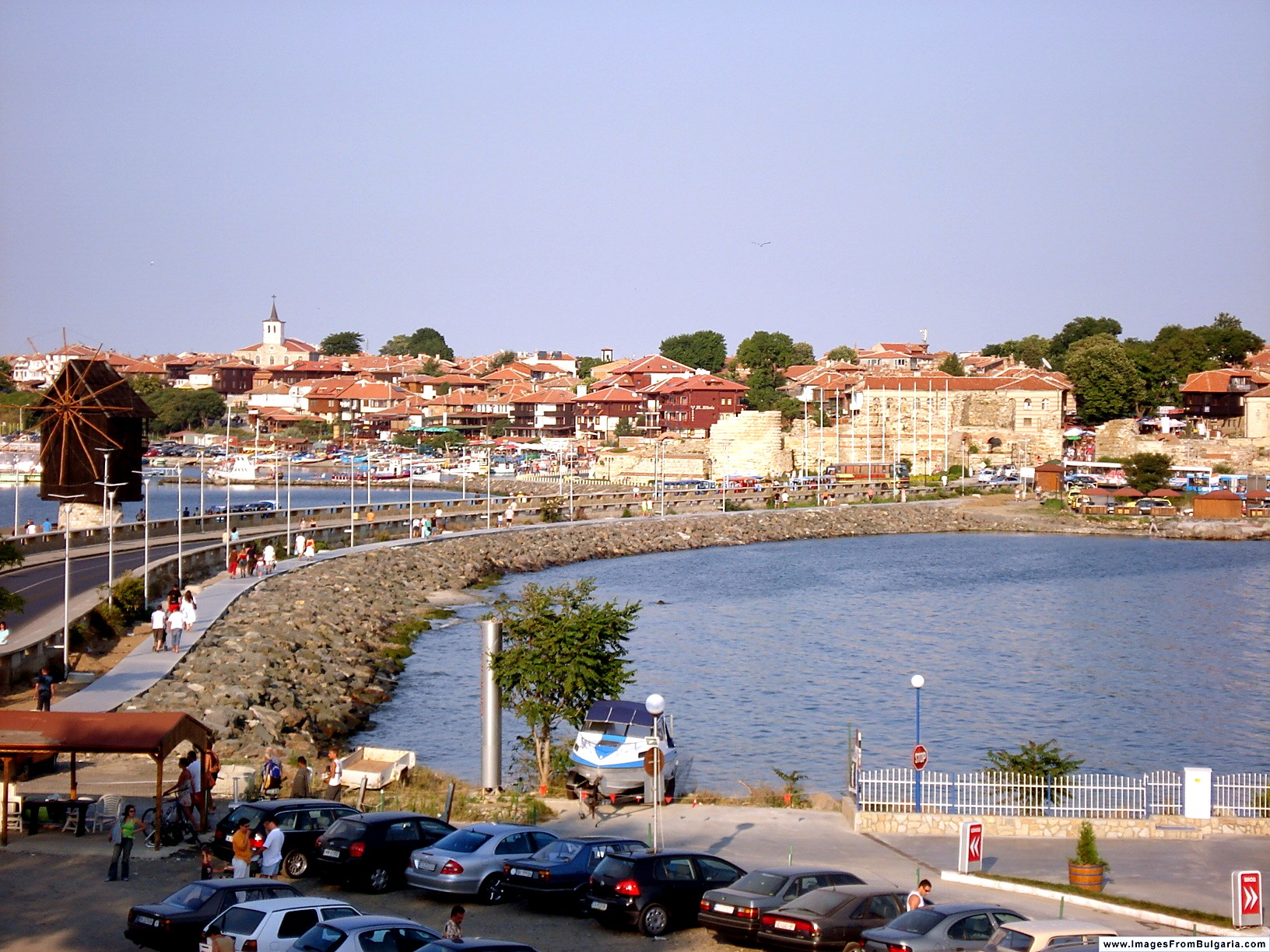
La vieille ville de Nessebar
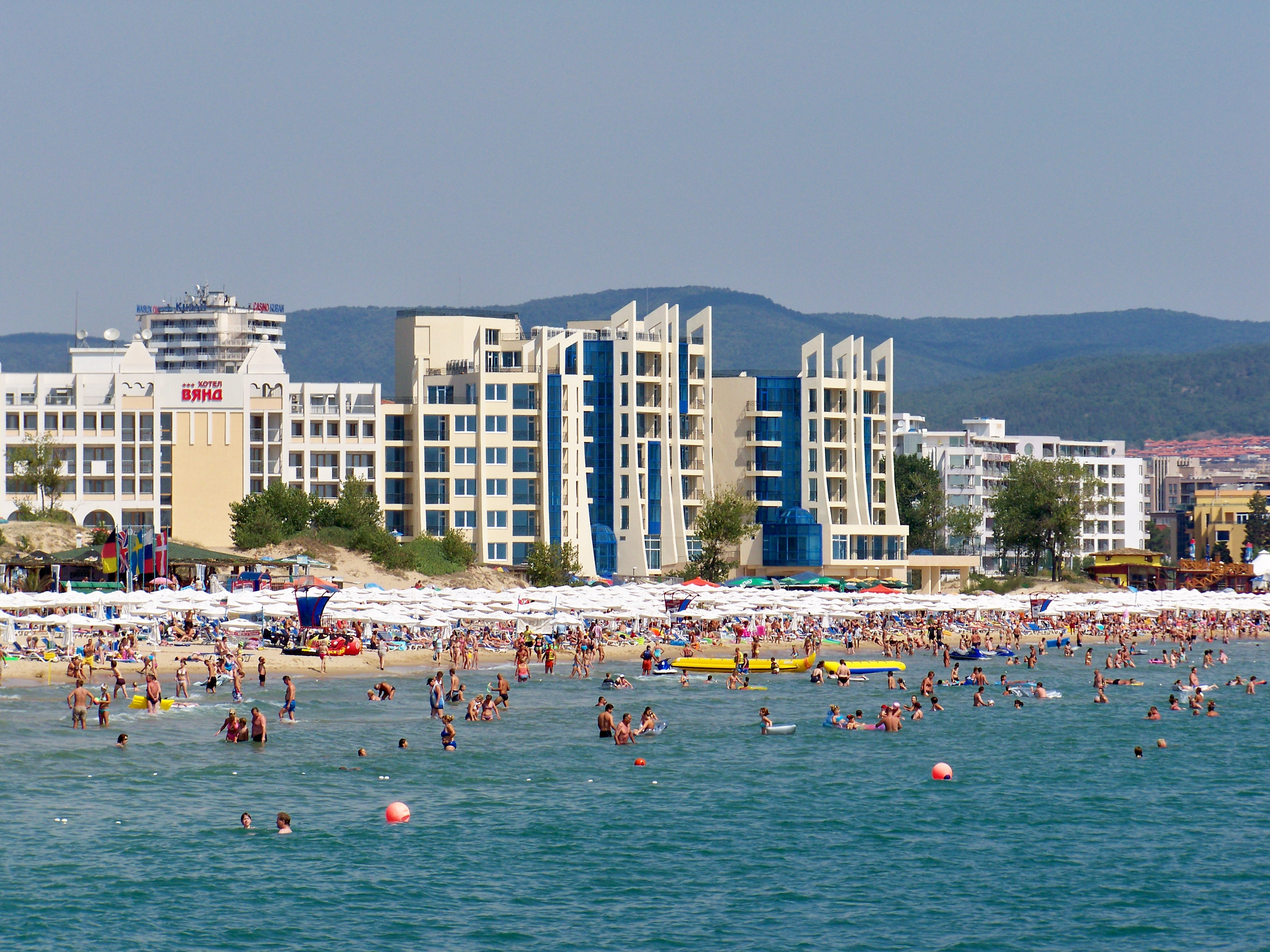
La station balnéaire de Slantchev Briag
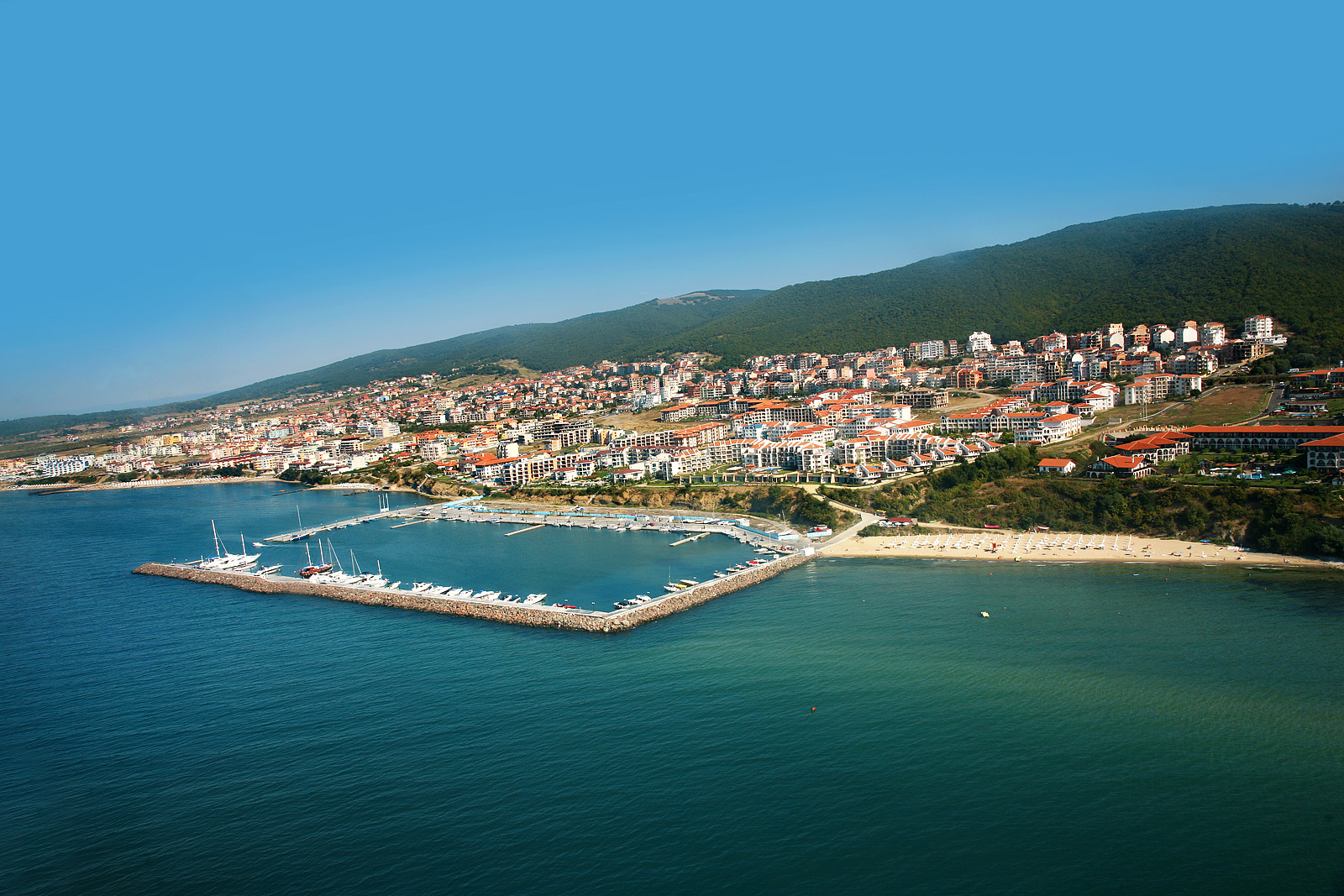
La marina de Sveti Vlas
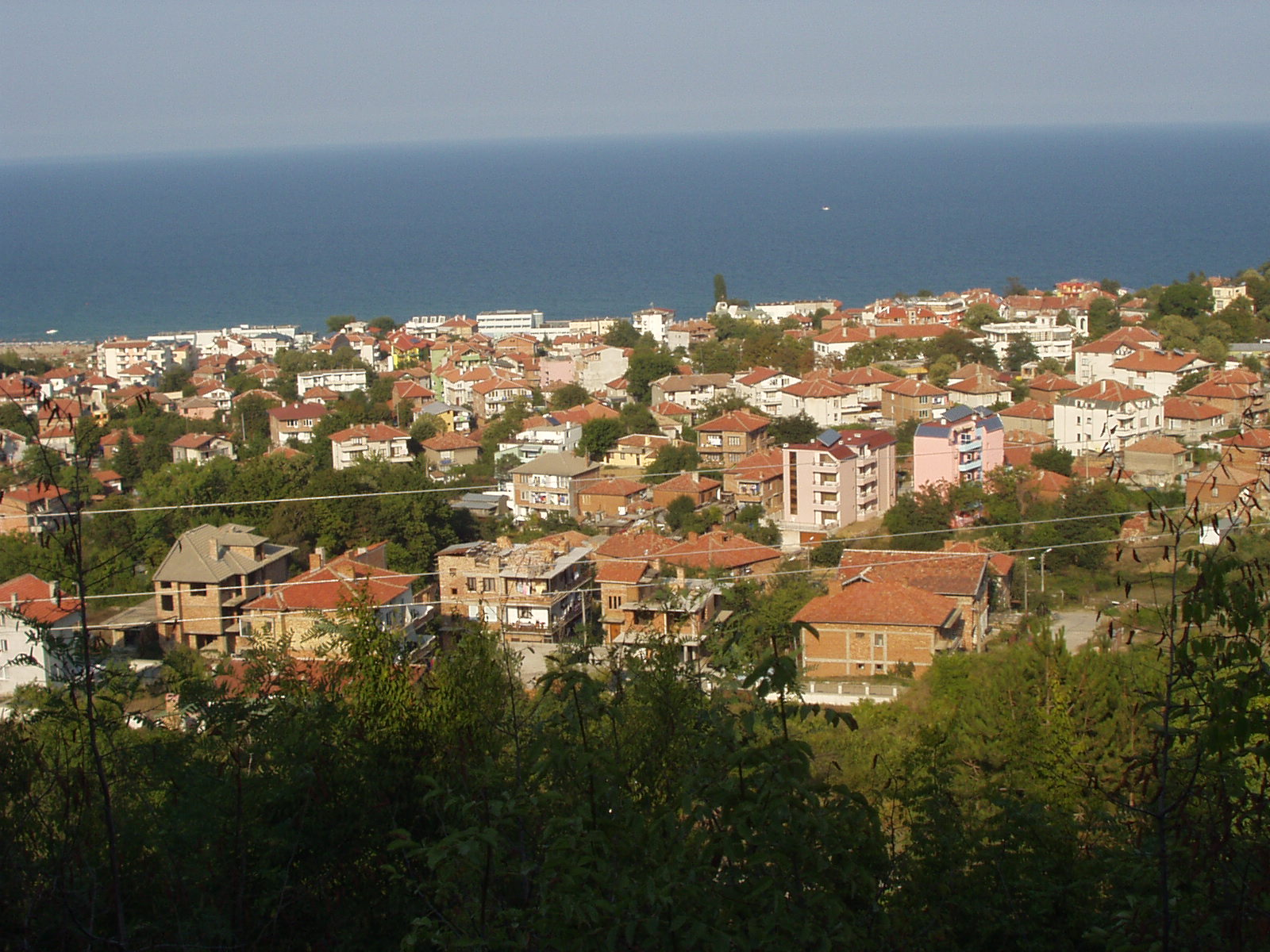
La ville balnéaire d'Obzor
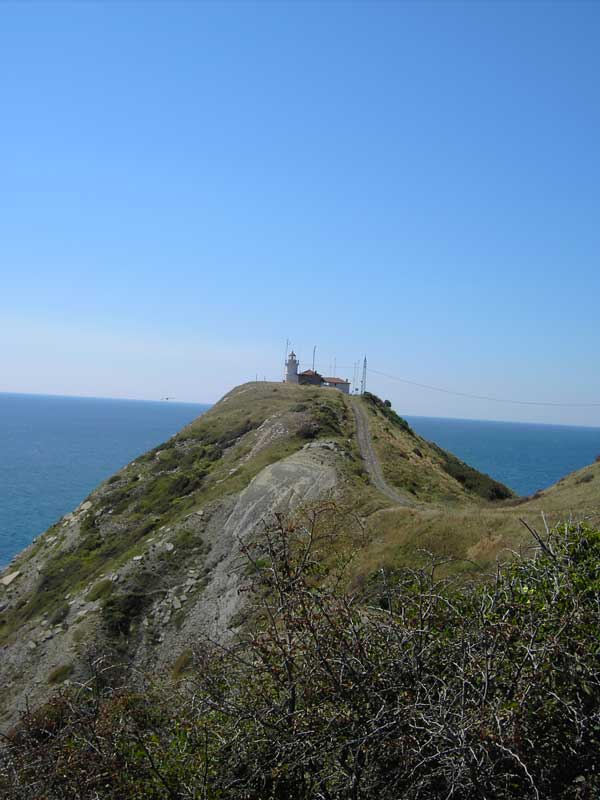
Le Cap Éminé
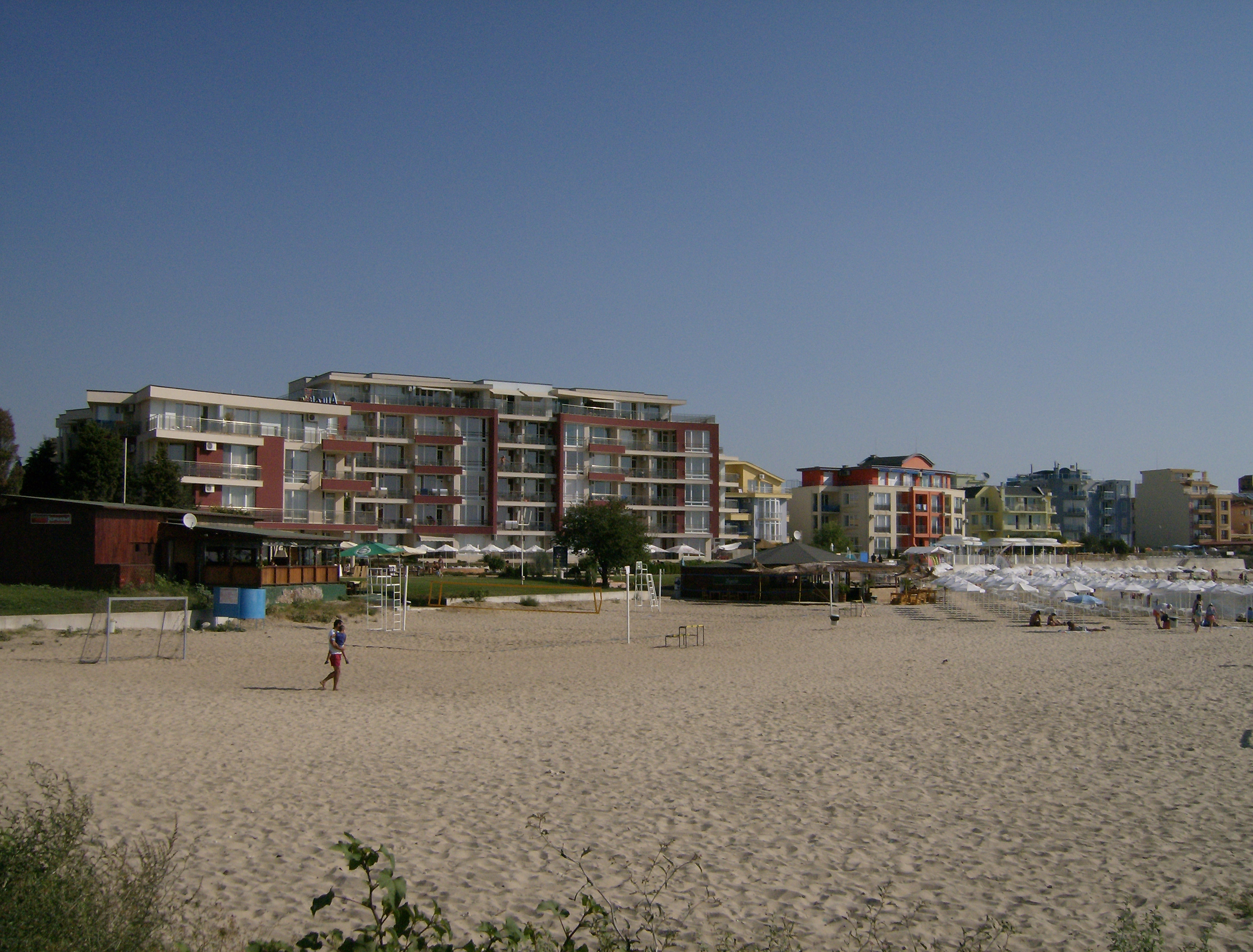
La plage Aurélia à Ravda